# Martinchel
Martinchel ist eine Gemeinde (Freguesia) in Portugal.

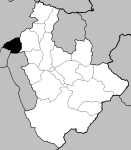
Lage von Fontes im Kreis

Martinchel gehört zum Kreis Abrantes im Distrikt Santarém, besitzt eine Fläche von 17,1 km² und hat 488 Einwohner (Stand 19. April 2021).

## Bauwerke
- Igreja de São Miguel